# Giuseppina Luongo
Giuseppina Luongo (Altavilla Irpina, 25 luglio 1926 – Benevento, 18 agosto 2023) è stata una poetessa e saggista italiana.

## Biografia
Nata in provincia di Avellino, negli anni trenta si trasferì a Benevento dove, prima di cinque fratelli, concluse i suoi studi per poi laurearsi in Letteratura italiana presso l'Università Federico II di Napoli.
Già docente e preside di scuola superiore, fu studiosa di storia e intellettuale impegnata anche politicamente nel consiglio comunale di Benevento dove, tra il 1970 e il 1985, ricoprì le cariche di Assessore alla Pubblica Istruzione e alla Cultura, e dunque al Traffico, ai Trasporti e alla Polizia Urbana. Negli anni successivi diede vita a un Movimento Femminile Provinciale della Democrazia Cristiana (1985-1988), organizzando eventi e manifestazioni culturali, si dedicò inoltre alla valorizzazione del territorio della sua provincia di adozione, pubblicando una serie di saggi dedicati alla storia e ai personaggi beneventani.
Nel 1983 ricevette il premio della cultura della Presidenza del Consiglio dei Ministri.
Collaborò con le riviste Vicum, Riscontri, Secondo tempo, Silarus, Punto di vista, Poiesis, Gradiva, La nuova tribuna letteraria e La Procellaria.
Nel maggio 2024 la Giunta Comunale di Benevento ha deliberato l'intitolazione a suo nome della Biblioteca Comunale cittadina.
È stata tradotta in più lingue.

## Opere
Poesia
- Dilemma, Benevento, Ricolo Editore, Benevento,1981
- L’esca del lucro, Marcucci Studio Bibliografico, Benevento,1986
- Paglia dell’oro, Il candelaio, Napoli, 1989
- Meraviglia del dove, Tracce, Roma, 1994
- Bagno della regina Giovanna, Forum Quinta Generazione, Forlì, 1994
- Emblemata, Forum Quinta Generazione, Forlì, 1995
- Village/Icona, Bastogi, Roma, 1998
- The Heft of the Wings and Other Poems (Il peso delle ali), 2001,Gradiva Publications, New York, 2001
- Detriti-Haiku e altre terzine, Edizioni Gazebo, Firenze, 2002;
- Itinerari, Ed.Grafica Mellusi, Benevento, 2002
- Album, Book Editore, Riva del Po, 2005
- La polvere dei calzari, Campanotto, Prato, 2005
- Terra di passo, Genesi Editore, Torino, 2006
- L’attraversamento del giorno, Genesi Editore, Torino, 2008
- La pietra focaia, Genesi Editore,Torino, 2009
- La feroce aiuola, Genesi Editore,Torino, 2010

### Narrativa
- Strade in città, Ricolo Editore, Benevento, 1991

Saggistica e teatro
- Questione donna. Variazioni sullo specifico femminile, Angiolell, Benevento, 1986
- Guida di Benevento e della sua provincia, Gennaro Ricolo Edizioni, Benevento, 1980-1990, poi Alisei Edizioni, Benevento, 2010
- Da Via della Giudecca al Serralium alla Shoah-Ebrei in Benevento, sec. XII-XVI, Realtà Sannita Edizioni, Benevento, 2000
- Santi di Benevento, Realtà Sannita Edizioni, Benevento, 2002
- Paesaggi culturali nella Benevento dei secoli XVI-XVII-XVIII, Realtà Sannita Edizioni, Benevento, 2004
- Nicolò Franco beneventano, Ed.Tracce collana Ipotesi/Teatro, Roma, 1996
- Salvatore Sabariani 1805/-1854 una vicenda beneventana, Edizioni Il Chiostro, Benevento, 1998
- Nostra Signora dei gelsi. La vocazione di Teresa Manganiello, Edizioni Il Chiostro, Benevento, 2002.

È presente in molte antologie, testi di critica e siti letterari .